# Vellozia fibrosa
Vellozia fibrosa är en enhjärtbladig växtart som beskrevs av Goethart och Johannes Jan Theodoor Henrard. Vellozia fibrosa ingår i släktet Vellozia och familjen Velloziaceae. Inga underarter finns listade.